# 基底礫岩
基底礫岩（きていれきがん）は、不整合の関係にある地層において、不整合面上に存在する礫岩。上下の地層の形成の間に大きな時間的間隔や集積場・堆積場の変遷があったことを示唆する。地学の教科書などでは模式的な不整合の証拠として基底礫岩の層が描かれることも多いが、現実には明瞭な基底礫岩を伴わない不整合の地層が多く存在するほか、不整合面以外にも厚い礫岩層が形成されることもある。

## 成因
土砂の堆積によって形成された地層は、地面の隆起や侵食によって堆積が一時的に中断され、その後堆積が再開される場合がある。上下の地層の間の時間間隔が大きい場合、その地層は不整合の関係にある。不整合面の直上の地層は、堆積時に下の地層を侵食して礫を生じることがある。上位の層の基底に含まれるこの礫で形成された礫岩が基底礫岩である。
一方で不整合面上の地層が必ずしも基底礫岩を含むわけではなく、不整合面上に泥岩層が形成される場合もある。例えば土砂を供給する河川の水流の影響を直接受けない場所（河川から外れているが水位上昇により水没した場所）では、礫は発生せず、粒径の小さい泥が堆積すると考えられる。
また、不整合面以外でも厚い礫岩層が形成されることが分かっているが、一般に不整合面上の地層が海進に従って礫岩から始まって砂岩、泥岩と構成粒子の粒径を小さくしていくことは変わらず、2001年時点でも地層区分の重要な目安として扱われている。